# Rudolph Tegner (dokumentarfilm)
|  | Denne artikel er oprettet af botten Steenthbot ud fra en ekstern database. Den kan derfor have sproglige fejl eller mangler. Denne skabelon kan fjernes efter kontrol af indholdet. |

Rudolph Tegner er en dansk portrætfilm fra 2002 instrueret af Lars Brydesen og Søren Schandorf og efter manuskript af Henrik Wivel og Mette Winge.

## Handling
Et sted i Nordsjælland, på et forblæst stykke land står en række store statuer med frit udsyn over havet, lyngen og stjernerne. Her finder man også en mærkværdig museumsbygning - lige så lukket og streng betonhuset virker udefra, lige så overrumplende fremstår den store samling skulpturer indenfor. Det var billedhuggeren Rudolph Tegner (1873-1950), der skabte parken og museet. Tegners liv som kunster var usædvanlig hårdt, og diskussionerne om ham og hans værker bølger stadig. Tegners figurer og statuegrupper, store og anderledes som de var, blev mødt med skånselsløs afvisning af datidens kunstkritikere, men Tegner fandt også støtte og beundring hos folk som Georg Brandes og Carl Jacobsen. Hans kunstnerskæbne fortæller en vigtig historie om kompromisløshed og kampånd.